# IZ (гурт)
IZ (кор. 아이즈, вимовляється як англ. eyes (айз), укр. очі) — південнокорейський рок-гурт, сформований Music K Entertainment в 2017 році. Гурт складається з чотирьох учасників: Чіху, Хьончуна, Чунйона та Усу. Вони дебютували 31 серпня 2017 з альбомом All You Want.

## Кар'єра

### 2016—2017: Вуличні виступи та дебют
До дебюту гурт проводив вуличні концерти, щоб розвинути свої навички. Зокрема, під назвою «School Attack» вони виступали понад 100 разів у середніх і старших школах по всій Кореї.
Дебют гурту відбувся 31 серпня 2017 року з першим мініальбомом All You Want та однойменним головним синглом. 27 жовтня 2017 року Чіху та Юджу з GFRIEND записали спільну пісню «Heart Signal».

### 2018:Angel
1 травня 2018 року вони повернулися зі своїм другим мініальбомом Angel. Заголовну пісню «Angel» написали Бан Шихьок і Supreme Boi.

## Учасники
| Сценічний псевдонім | Сценічний псевдонім | Сценічний псевдонім | Справжнє ім'я | Справжнє ім'я | Справжнє ім'я | Дата народження              | Роль / інструмент                       |
| Українською         | Латиницею           | Хангилем            | Українською   | Латиницею     | Хангилем      | Дата народження              | Роль / інструмент                       |
| ------------------- | ------------------- | ------------------- | ------------- | ------------- | ------------- | ---------------------------- | --------------------------------------- |
| Чіху                | Jihoo               | 지후                | Ім Сучон      | Lim Soojung   | 임수정        | 5 серпня 1998 (26 років)     | Вокаліст, ритм-гітара                   |
| Хьончун             | Hyunjun             | 현준                | Лі Хьончун    | Lee Hyunjun   | 이현준        | 21 грудня 1999 (25 років)    | Лідер, головний репер, вокаліст, гітара |
| Усу                 | Woosu               | 우수                | Кім Мінсок    | Kim Minseok   | 김민석        | 23 листопада 1999 (25 років) | Репер, ударні                           |
| Чунйон              | Junyoung            | 준영                | Лі Чунйон     | Lee Junyoung  | 이준영        | 23 вересня 2000 (24 роки)    | Бас-гітара, макне                       |

## Дискографія

### Мініальбоми
| Назва        | Інформація про альбом | Пікові позиції у чартах | Продажі                  |
| Назва        | Інформація про альбом | KOR                     | Продажі                  |
| ------------ | --- | ----------------------- | ------------------------ |
| All You Want | - Реліз: 31 серпня 2017 - Лейбл: Music K Entertainment, LOEN Entertainment - Формати: CD, цифровий Трек-лист 1. «Prologue Storm» 2. «All You Want» (다해) 3. «Is You» (너라서) 4. «Snip» (저격해) 5. «You Too» (너도 나처럼)                                | 22                      | - Південна Корея: 2,776+ |
| Angel        | - Реліз: 1 травня 2018 - Лейбл: Music K Entertainment, Kakao M - Формати: CD, цифровий Трек-лист 1. «Granulate» (새살) 2. «Angel» 3. «Ole Ole» 4. «Tears» (ㅠㅠ (너 없는 하루)) 5. «Heartbeat» (난리법석이야) 6. «Crush on You» (저격해) 7. «Angel» (Inst.) | 29                      | - Південна Корея: 2,027  |

### Сингл-альбоми
| Назва    | Деталі альбому | Пікові позиції у чартах | Продажі                  |
| Назва    | Деталі альбому | KOR                     | Продажі                  |
| -------- | --- | ----------------------- | ------------------------ |
| Re: IZ   | - Реліз: 23 травня 2019 - Лейбл: Music K Entertainment, Kakao M - Формат: CD, цифрове завантаження Трек-лист 1. «Re:IZ» (Intro) (날개) 2. «Eden» (에덴) 3. «Hello» (안녕) 4. «Eden» (에덴) (Inst.) 5. «Hello» (안녕) (Inst.)                                                      | 10                      | - Південна Корея: 7,192+ |
| From: IZ | - Реліз: 21 серпня 2019 - Лейбл: Music K Entertainment, Kakao M - Формат: CD, цифрове завантаження Трек-лист 1. «Lovers» (Intro) 2. «Final Kiss» (너와의 추억은 항상 여름같아) 3. «Burn» 4. «Road to the Sun» (구름의 속도) 5. «Final Kiss» (너와의 추억은 항상 여름같아) (Inst.) | 43                      | - Південна Корея: 1,235  |
| Memento  | - Реліз: 29 листопада 2019 - Лейбл: Music K Entertainment, Kakao M - Формат: CD, цифрове завантаження Трек-лист 1. «Memento» (메멘토) 2. «Memento» (메멘토) (Inst.) | 53                      | Н/Д                      |
| The: IZ  | - Реліз: 31 січня 2020 - Лейбл: Music K Entertainment, Kakao M - Формат: CD, цифрове завантаження Трек-лист 1. «The Day» (Prod. Sweetune) 2. «Superstition» 3. «See you» (Outro)                                                                                                  | 15                      | - Південна Корея: 4,186  |

### Сингли
| Назва                                                                            | Рік  | Пікові позиції у чартах | Пікові позиції у чартах | Альбом           |
| Назва                                                                            | Рік  | KOR Dig.                | KOR Album               | Альбом           |
| -------------------------------------------------------------------------------- | ---- | ----------------------- | ----------------------- | ---------------- |
| «All You Want» (다해)                                                            | 2017 | —                       | —                       | All You Want     |
| «Angel»                                                                          | 2018 | —                       | —                       | Angel            |
| «Eden» (에덴)                                                                    | 2019 | —                       | —                       | Re: IZ           |
| «Final Kiss» (너와의 추억은 항상 여름같아)                                       | 2019 | —                       | —                       | From: IZ         |
| «Memento» (메멘토)                                                               | 2019 | —                       | 80                      | Memento          |
| «The Day»                                                                        | 2020 | —                       | —                       | The: IZ          |
| «Say Yes» (겨우살이)                                                             | 2021 | —                       | —                       | StorIZ: New Born |
| «Missing U»                                                                      | 2021 | —                       | —                       | StorIZ: Blossom  |
| «Flower Language» (미운 꽃말)                                                    | 2021 | —                       | —                       | StorIZ: Break    |
| «—» релізи, що не потрапили у чарти або не були випущені у відповідних регіонах. |      |                         |                         |                  |

## Нагороди і номінації
| Нагорода                            | Рік  | Категорія               | Номінант / робота | Результат | Прим.         |
| ----------------------------------- | ---- | ----------------------- | ----------------- | --------- | ------------- |
| Soribada Best K-Music Awards        | 2018 | New Hallyu Rookie Award | IZ                | Перемога  | [ 14 ]        |
| Korean Culture Entertainment Awards | 2019 | K-pop Singer Award      | IZ                | Перемога  |               |
| The Fact Music Awards               | 2019 | New Hallyu Rookie Award | IZ                | Перемога  | [ 15 ] [ 16 ] |